# Liriomyza volatilis
Liriomyza volatilis este o specie de muște din genul Liriomyza, familia Agromyzidae, descrisă de Spencer în anul 1965.
Este endemică în Etiopia. Conform Catalogue of Life specia Liriomyza volatilis nu are subspecii cunoscute.